# Gmina Muta
Muta – gmina w Słowenii. W 2002 roku liczyła 3640 mieszkańców.

## Miejscowości
Miejscowości wchodzące w skład gminy Muta:
- Gortina
- Mlake
- Muta – siedziba gminy
- Pernice
- Sveti Jernej nad Muto
- Sveti Primož nad Muto